# Rhododendron viscosum
Rhododendron viscosum är en ljungväxtart som först beskrevs av Carl von Linné, och fick sitt nu gällande namn av John Torrey. Rhododendron viscosum ingår i släktet rododendron, och familjen ljungväxter. Inga underarter finns listade i Catalogue of Life.

## Bildgalleri

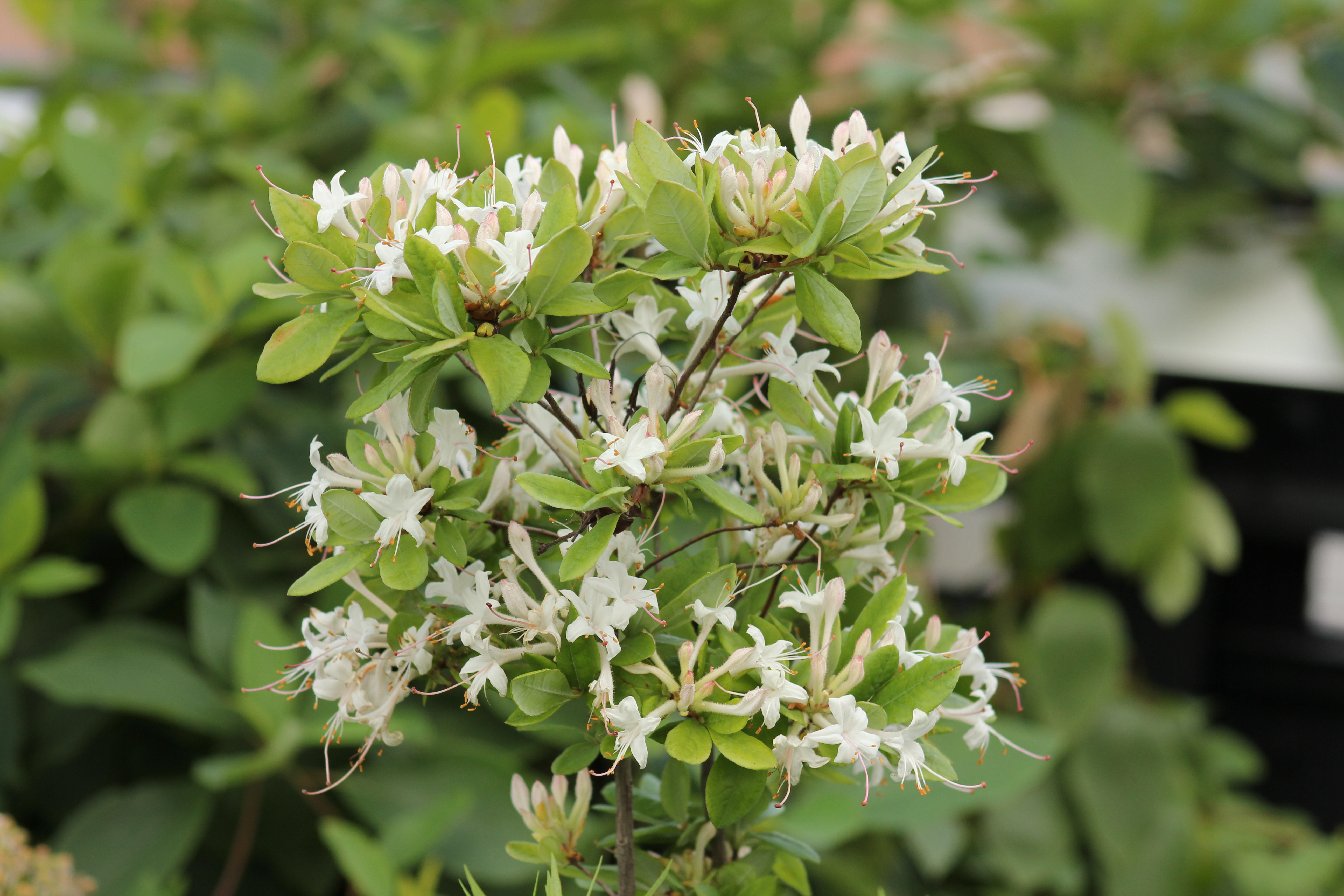
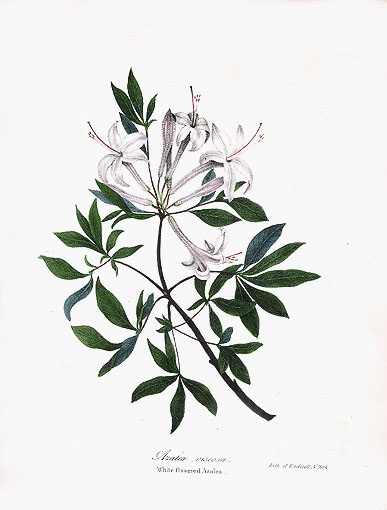
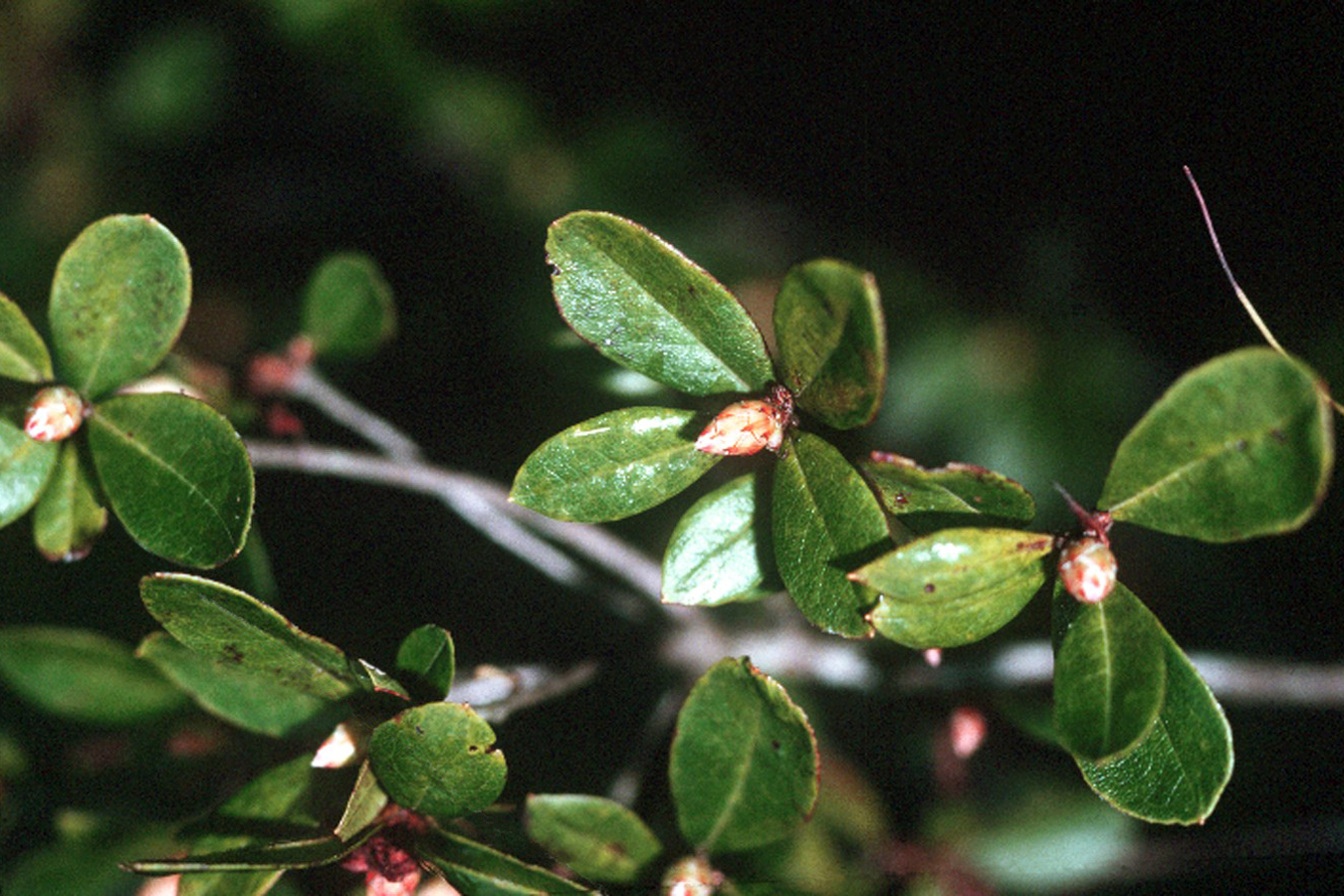